# Bertrana elinguis
Bertrana elinguis är en spindelart som först beskrevs av Eugen von Keyserling 1883.  Bertrana elinguis ingår i släktet Bertrana och familjen hjulspindlar. Inga underarter finns listade.